# ترازودون
ترازودون (به انگلیسی: Trazodone)
رده درمانی: ضدافسردگی
اشکال دارویی: قرص و شربت

## موارد مصرف
ترازودون در درمان افسردگی مصرف دارد. چون ضد اضطراب و خواب‌آور است لذا در مواردی که افسردگی همراه با اضطراب، بی خوابی یا هر دو باشد سودمندتر است.
ترازودون، با نام‌های تجاری بسیاری فروخته می‌شود. این دارو برای درمان اختلال افسردگی عمده، اختلالات اضطرابی و همراه با داروهای دیگر برای وابستگی به الکل استفاده می‌شود که موارد استفاده پزشکی زیر را دارد:
- افسردگی تک قطبی، با یا بدون اضطراب[۵]اولین استفاده از ترازودون، درمان افسردگی اساسی است. داده‌های حاصل از آزمایشات باز و دو کور نشان می‌دهد که اثر ضد افسردگی ترازودون با آمی تریپتیلین، دوکسپین و میانسرین قابل مقایسه است. همچنین، ترازودون خواص ضد اضطراب، سمیت قلبی کم و عوارض جانبی نسبتاً خفیف را نشان داد.[۶]ترازودون اغلب برای بیماران سالمندان مبتلا به افسردگی که دارای اضطراب شدید و بی خوابی هستند، مفید است.[۶]
- اختلال اضطراب[۷]
- بی خوابی.[۸] بسیاری از پزشکان از ترازودون با دوز کم به عنوان جایگزینی برای بنزودیازپین‌ها برای درمان بی خوابی استفاده می‌کنند. دو بررسی اخیر نشان داد که ترازودون دومین عامل تجویز شده برای بی خوابی است، اما از آنجا که بیشتر مطالعات محدود به افراد مبتلا به افسردگی است، تعداد کمی از مطالعات در واقع از مصرف ترازودون در بی خوابی اولیه حمایت می‌کنند.[۶]

برای درمان بی خوابی ناشی از سم زدایی مواد افیونی می‌توان از این دارو استفاده کرد.

## مکانیسم اثر
ترازودون برداشت مجدد سروتونین به داخل پایانه عصبی را مهار می‌کند و در نتیجه سروتونین مدت زمان‌بیشتری گیرنده‌های خود را تحریک می‌کند.
این یک ترکیب فنیل پیپرازین از کلاس آنتاگونیست سروتونین و مهار کننده بازگشت مجدد (SSRI) است. Trazodone همچنین دارای اثرات آرام بخش است.
Trazodone

## عوارض جانبی
به دلیل نداشتن عوارض آنتی کولینرژیک
ترازودون برای مواردی که این عارضه مشکل‌زاست انتخاب مناسبی است. مانند: هایپرتروفی خوش‌خیم پروستات ، گلوکوم زاویه بسته و یبوست شدید.
و دیگر عوارض، خشکی دهان، سردرد، تهوع و استفراغ، طعم بد دهان، تاری دید، یبوست و گیجی، غش، درد و لرزش عضلات، ضربان قلب نامنظم، بثورات جلدی، هیجان غیرطبیعی، نعوظ نامناسب، دردناک و مداوم، خواب آلودگی، اسهال، ضعف و خستگی غیرمعمول.
تمایل Trazodone برای ایجاد آرام بخش شمشیر دو لبه است. برای بسیاری از بیماران، رهایی از بی‌قراری، اضطراب و بی خوابی می‌تواند سریع باشد. برای سایر بیماران، از جمله افرادی که دارای کمبود فشار روانی و احساس کمبود انرژی هستند، ممکن است دوزهای درمانی ترازودون به دلیل آرام بخشی قابل تحمل نباشد. Trazodone باعث افت فشار خون وضعیتی در برخی از افراد می‌شود، که احتمالاً به علت اشغال گیرنده آدرنرژیک α 1 است. بروز اختلال دو قطبی ممکن است با ترازودون و سایر داروهای ضد افسردگی رخ دهد.اقدامات احتیاطی برای مصرف ترازودون شامل حساسیت شناخته شده به ترازودون و سن کمتر از ۱۸ سال است و همراه با سایر داروهای ضد افسردگی که ممکن است احتمال افکار یا اقدامات خودکشی را افزایش دهد.
گزارش شده‌است که ترازودون باعث ایجاد تشنج در تعداد کمی از بیماران شده که آن را همزمان با داروها برای کنترل تشنج مصرف کرده‌اند. در حالی که ترازودون یک عضو واقعی از کلاس‌های ضد افسردگی SSRI نیست، اما هنوز هم بسیاری از خواص SSRIها، به ویژه احتمال سندرم قطع در صورت قطع خیلی سریع داروها را دارد. بنابراین باید هنگام قطع دارو، یک روند تدریجی کاهش میزان دوز در یک دوره زمانی، در پیش گرفته شود.
داروهای ضد افسردگی ممکن است خطر افکار و رفتارهای خودکشی را در کودکان و بزرگسالان افزایش می‌دهد؛ بنابراین نظارت دقیق برای ظهور افکار و رفتارهای خودکشی توصیه می‌شود.
از آنجا که ترازودون ممکن است توانایی‌های ذهنی و / یا جسمی مورد نیاز برای انجام کارهای بالقوه خطرناک مانند کار با خودرو یا ماشین آلات را مختل کند، به بیمار توصیه می‌شود که در هنگام مصرف در چنین فعالیت‌هایی شرکت نکند. در مقایسه با داروی ضد افسردگی MAOI برگشت‌پذیر مانند موکلوبماید، اختلال هوشیاری بیشتری با ترازودون ایجاد می‌شود.
گزارشات موردی نشان داده‌است که آریتمیهای قلبی در ارتباط با درمان با ترازودون، چه در بیمارانی که پرولاپس دریچه میترال از قبل موجود دارند و چه در بیمارانی که سابقه شخصی و خانوادگی منفی بیماری قلبی دارند، در حال ظهور هستند.
طولانی شدن QT با درمان با ترازودون گزارش شده‌است. آریتمی‌هایی مشخص شده شامل PVCهای جدا شده، کوپل‌های بطنی و در دو بیمار اپیزودهای کوتاهی از (سه تا چهار ضربه) تاکی کاردی بطنی مشاهده شد. چندین گزارش پس از بازاریابی در بیماران تحت درمان با تازودون که دارای بیماری قلبی از قبل وجود دارند و در برخی از بیمارانی که بیماری قلبی از قبل نداشته‌اند، از آریتمی گزارش شده‌است. تا زمانی که نتایج مطالعات آینده نگر در دسترس نباشد، بیماران مبتلا به بیماری قلبی از قبل موجود باید از نزدیک مورد بررسی قرار گیرند، خصوصاً برای آریتمی قلبی. ترازودون در مرحله بهبودی اولیه آنفارکتوس میوکارد برای استفاده توصیه نمی‌شود. مصرف همزمان داروهایی که فاصله QT را طولانی‌تر می‌کنند یا مهار کننده CYP3A4 هستند ممکن است خطر ابتلا به آریتمی قلبی را افزایش دهند.یک عارضه جانبی نسبتاً نادر، اما چشمگیر، در ارتباط با ترازودون، پریاپیسم است، که احتمالاً به دلیل اثر آنتاگونیستی آن در گیرنده‌های α-آدرنرژیک است. بیش از ۲۰۰ مورد گزارش شده‌است و تولیدکننده تخمین زده‌است که بروز هرگونه عملکرد نعوظ غیرطبیعی در حدود یک در ۶۰۰۰ بیمار مرد است که تحت درمان با ترازودون قرار دارند. به نظر می‌رسد خطر ابتلا به این عارضه در طول ماه اول درمان با دوزهای کم یعنی کمتر از ۵۰ میلی‌گرم در روز بیشترین باشد. شناخت زودهنگام هرگونه عملکرد نعوظ غیرطبیعی مهم است، از جمله نعوظ طولانی مدت یا نامناسب، و باید سریعاً درمان را قطع کند. گزارشات کلینیکی همچنین عوارض جانبی روانی جنسی مربوط به ترازودون را در زنان، از جمله افزایش میل جنسی، پریاپیسم کلیتوریس و ارگاسم خود به خود توصیف کرده‌است.موارد نادر از سمیت کبد مشاهده شده‌است، احتمالاً به دلیل تشکیل متابولیتهای واکنشی.غلظت پرولاکتین بالاتر در افرادی که ترازودون مصرف می‌کنند مشاهده شده‌است.

## مصرف بیش از حد
مواردی از سندرم سروتونین با مصرف بیش از حدترازودون گزارش شده‌است. همچنین گزارش‌هایی از سندرم سروتونین در بیمارانی که چندین SSRI را همراه ترازودون استفاده می‌کنند وجود دارد.
به نظر می‌رسد که ترازودون نسبت به TCAها، MAOIها و برخی دیگر از داروهای ضد افسردگی نسل دوم در موارد مصرف بیش از حد ایمن تر است، به خصوص هنگامی که تنها داروی مصرفی باشد. تلفات نادر است. هیچ پادزهر خاصی برای ترازودون وجود ندارد؛ بنابراین، در مصرف بیش از حد باید درمان حمایتی باشد. هر شخصی که مشکوک به مصرف بیش از حد است، باید در اسرع وقت در بیمارستان ارزیابی شود. ذغال فعال و دیورز اجباری ممکن است در تسهیل حذف دارو مفید باشد، نشان داده شده‌است که لاواژ معده مفید نیست مگر اینکه در اولین ساعت پس از مصرف انجام شود.

## تداخلات دارویی
Trazodone توسط CYP3A4، آنزیم کبدی متابولیزه می‌شود. مهار این آنزیم توسط مواد مختلف دیگر ممکن است تخریب آن را به تأخیر بیندازد و منجر به افزایش سطح دارو در خون شود. CYP3A4 ممکن است توسط بسیاری از داروها، گیاهان و مواد غذایی دیگر مهار شود، و به همین ترتیب، ترازودون ممکن است با این مواد در تعامل باشد.